# ایریژر
ایریژر (انگلیسی: Erasure) نام یک گروه موسیقی سینث‌پاپ بریتانیایی است که خواننده و ترانه‌سرایش اندی بل، و ترانه‌سرا و نوازنده کی‌بوردش ویس کلرک است. این گروه موسیقی در لندن تشکیل شد و از سال ۱۹۸۵ با ترانه چه کسی به عشق این شکلی نیاز دارد شروع به فعالیت کرد. بعد از انتشار ترانه گاهی به جدول تک‌آهنگ‌های بریتانیا راه یافت و یکی از موفقترین هنرمندان اواخر دهه ۱۹۸۰ تا اواسط ۱۹۹۰ گردید.
از ۱۹۸۶ تا ۲۰۰۷ ۲۴ ترانه آنها در جدول ۴۰ ترانه پروفروش بریتانیا قرار گرفته‌است که سه ترانه در ۲۰ تای اول ۱۰۰ آهنگ داغ بیلبورد آمریکا نیز راه یافتند: کمی احترام، زنجیرهای عشق و همیشه.
این گروه توسط جامعه دگرباشان محبوب است که علت اصلی آن خواننده این گروه است که علاوه بر علناً همجنس‌گرا بودن از چهره‌های بارز همجنس‌گرا است.